# 土方為次郎
土方 為次郎（ひじかた ためじろう、文化9年（1812年） - 明治16年（1883年）3月29日）は、江戸時代末期（幕末）から明治にかけての人物。末弟に新選組副長土方歳三。為二郎とも。諱は義盛。雅号は閑山亭石翠（かんざんてい せきすい）。

## 生涯
文化9年（1812年）、武蔵国多摩郡石田村の豪農土方義諄（隼人）の長男として生まれる。
盲目だったため、家督は次男の喜六が継いだ。万延元年（1860年）に喜六が急死すると、為次郎が中継ぎをし、喜六の長男・作助（当時16歳）を結婚させて家督を継がせた。三味線浄瑠璃や俳句を嗜み、佐藤彦五郎とは同じ趣味同士仲が良く、妹・のぶが嫁いだこともあって、佐藤家にはよく出入りしていたという。
明治16年（1883年）、死去。享年72。生涯独身だった。墓所は石田寺で、墓石に刻まれた戒名の隣には、歳三の戒名が刻まれていた（現在は改修）。

## 人物
- 「目が自由だったなら決して畳の上では死なない」と常々言ったほどの豪快な性格で、嵐の日に川を泳いで渡ったりするかと思えば、大の雷嫌いだったため、雷が鳴るとすぐに布団に入って寝てしまったりしていた。
- 三味線屋の娘で長唄上手のお琴を大いに気に入り、歳三の嫁にと斡旋したが、歳三は「まだ早い」として結婚を断った。それで為次郎は、お琴を歳三の許嫁とした。
- 新選組を結成した歳三から、彦五郎と連名で為次郎へ宛てた手紙も現存する。
- 「おとゝ（弟・歳三）にひかれて」と題された3つの句が残る。「春の旅 人の言ふなり 行くなりに」「葉柳や 誰か置捨てし 檜笠」「二人して 提げけり浜の あやめ草」。